# 高校作文教育研究会
高校作文教育研究会（こうこうさくぶんきょういくけんきゅうかい）とは、高等学校の作文教育・表現指導の全国的な研究会である。全国の高等学校・塾・予備校の教師などが参加している。
代表は鶏鳴学園塾長の中井浩一。毎年、『年刊文詩集　日本の高校生』と『実践記録集　高校作文教育』を刊行している。